# Ramona Fradon
Ramona Dom Fradon (/ˈfreɪdən/;  Chicago, 2 de outubro de 1926 – Condado de Ulster, 24 de fevereiro de 2024) foi uma quadrinista americana conhecida por ilustrar as revistas Aquaman e Brenda Starr, Reporter, e por co-criar o super herói Metamorpho. Sua carreira começou em 1950 até sua aposentadoria em janeiro de 2024.

## Primeiros anos
Ramona Dom nasceu em 2 de outubro de 1926, em Chicago, filha de Irma H. Dom e Peter Dom, e mudou-se para Nova York quando tinha cinco anos. Cresceu nos arredores da cidade de Nova York, no condado de Westchester. Seu pai, Peter Dom (nascido Peter Dombrezian), era um conhecido letrista comercial e desenhou logotipos para marcas como Elizabeth Arden, Camel e Lord & Taylor, bem como a fonte Dom Casual. Fradon também tinha um irmão e um tio mais velhos no ramo de letras. Seu irmão trabalhou como técnico para o Air Corps no exterior e acabou morrendo de alcoolismo. Sua mãe adoeceu e morreu em 1952. Ela não lia revistas em quadrinhos quando criança, mas adorava tiras de jornal. O pai de Fradon foi quem a incentivou a frequentar a escola de artes.

## Carreira

### 1959–1965
Ramona Fradon entrou na indústria logo após se formar na Parsons School of Design . Logo depois de deixar a escola de artes, ela se casou com o marido, o cartunista da New Yorker Dana Fradon, que a encorajou a tentar desenhar cartuns. O letrista de quadrinhos George Ward, amigo de seu marido, pediu-lhe amostras de seus desenhos para apresentar a vagas de emprego. Ela conseguiu sua primeira tarefa na DC Comics com o trabalho em Shining Knight .  Seu primeiro trabalho regular foi ilustrar uma história de apoio da Adventure Comics estrelada por Aquaman . Isso incluiu uma reformulação do personagem para a Era de Prata dos Quadrinhos em Adventure Comics #260 (maio de 1959).  Juntamente com essa reformulação, ela e o roteirista Robert Bernstein co-criaram o companheiro Aqualad em Adventure Comics #269 (fevereiro de 1960).
Após seu trabalho com Aquaman, Fradon voltou para co-criar Metamorpho . Ela desenhou os personagens para participações experimentais em The Brave and the Bold e nas primeiras quatro edições da série homônima e voltou brevemente para desenhar algumas capas para o título. Mais tarde, ela comentou: "Acho que [o escritor Bob Haney e eu] sentimos que Metamorpho era nosso filho. Nunca tive uma experiência como a que tive trabalhando com Bob Haney em Metamorpho. Era como se nossas mentes estivessem em perfeita sincronia... era uma daquelas colaborações maravilhosas que não acontecem com muita frequência." Fradon desenhou The Brave and the Bold #59 (abril-maio de 1965), uma parceria Batman / Lanterna Verde, a primeira vez que a série apresentava Batman se unindo a outro super-herói da DC.

#### Bob Haney e Metamorfo
Baseado em uma ideia do editor da DC George Kashdan e co-criado por Bob Haney e Fradon, o personagem Metamorpho apareceu pela primeira vez em The Brave and the Bold #57 e 58 em janeiro e março de 1965 antes de protagonizar uma série de 17 edições do título que levava seu nome, de agosto de 1965 a março de 1968. O conceito de Kashdan envolvia um personagem composto por quatro elementos que poderiam se transformar em diferentes compostos químicos. Haney concretizou a ideia com um elenco "deliciosamente exagerado". Kashdan, Haney e Fradon trabalharam juntos para criar o visual do Metamorpho:
Ele não era um super-herói comum, então capas e máscaras não combinavam com ele. Eu tentei muitas delas e finalmente decidi que como ele estava sempre mudando de forma, as roupas só atrapalhavam. Então desenhei ele de meia-calça, com um corpo composto por quatro cores e texturas diferentes que deveriam indicar os quatro elementos.

### 1972–2024
Fradon gostou de sua colaboração com Haney porque "suas histórias absurdas me deram ideias sobre como os personagens deveriam ser e agir, e minhas ilustrações absurdas deram a ele novas ideias". Metamorpho permitiu que Fradon usasse um estilo de desenho exagerado que lhe convinha melhor do que a abordagem tradicional da ilustração de super-heróis.

De 1965 a 1972, Fradon deixou os quadrinhos para criar sua filha. Em 1972, ela retornou a DC, onde mais tarde naquela década desenharia Plastic Man, Freedom Fighters e Super Friends, que ela desenhou durante quase toda a sua execução.  Ela também trabalhou para a Marvel Comics durante esse período, mas saiu após apenas duas atribuições: uma edição tapa-buraco de Quarteto Fantástico e a quinta edição nunca publicada de The Cat . Fradon contou:
Antes demais nada, eu estava realmente enferrujada. E [em The Cat #5] fiquei totalmente confusa por não ter desenhado a partir de um roteiro . Eles me deram um parágrafo e disseram para desenhar uma história de 17 páginas. Acho que não fiz meu melhor trabalho de forma alguma. Acho que tinha um roteiro para Quarteto Fantástico, mas acho que eles não ficaram satisfeitos com meu trabalho. Depois voltei para DC e comecei a fazer histórias de mistério com Joe Orlando . Eu realmente me diverti muito fazendo isso. Combinava com meu estilo, eu acho.
Em 1980, Dale Messick aposentou-se de desenhar a tira de jornal Brenda Starr, Reporter, e Fradon passou a desenhá-la até sua aposentadoria em 1995. Ela voltou para a faculdade em 1980 na Universidade de Nova York, onde estudou psicologia e religiões antigas.
Para o SpongeBob Comics, Fradon contribuiu com as histórias do Homem-Sereia devido ao seu trabalho com Aquaman.
Fradon desenhou a graphic novel de 2010 The Adventures of Unemployed Man, a graphic novel de 2012 The Dinosaur That Got Tired of Being Extinct e a coleção The Art of Ramona Fradon .

## Aposentadoria e morte
Fradon anunciou sua aposentadoria dos quadrinhos e ilustrações em 5 de janeiro de 2024.
Fradon morreu de insuficiência cardíaca em sua casa no condado de Ulster, Nova York, em 24 de fevereiro, aos 97 anos.

## Estilo e igualdade na indústria
Sentindo-se "como um peixe fora d'água" no campo dos super-heróis dominado pelos homens, ela refletiu sobre seu estilo em uma entrevista de 1988:
[Trina Robbins] observou que a maioria das mulheres tende a ter um estilo mais aberto, usar menos sombras e trabalhar em padrões abertos maiores. Acho que isso provavelmente é verdade – pelo menos sempre trabalhei (assim). Achei que fosse uma grande falha minha, não conseguir imitar esse tipo de estilo de reprodução fotográfica. Quando li que isso parecia ser uma característica das mulheres cartunistas, me senti um pouco melhor. ... Algo que sempre chocou meus olhos é ver o tipo de peso e feiúra na maior parte da arte em quadrinhos. Não há muita doçura nela. É  a tradição e não acho que tenha nada a ver com cada artista individualmente. É apenas a tradição... o olhar. Isso sempre me incomodou.

## Prêmios
Fradon foi incluída no Hall da Fama dos Quadrinhos Will Eisner em 2006.

### Angry Isis Press
- Choices #1 (1990)

### Archie Comics
- Sonic the Hedgehog #68 (1999) (Pinup)

### Bongo Comics
- Simpsons Super Spectacular (Radioactive Man) #5 (2007)
- SpongeBob Comics (Mermaid Man) #3 (2011)
- SpongeBob Comics Annual (Mermaid Man) #1 (2013)

### DC Comics
- 1st Issue Special #3 (Metamorpho) (1975)
- Adventure Comics #165–166 (Shining Knight); #167–168, 170–206, 208–280, 282 (Aquaman) (1951–1961)
- The Amazing World of DC Comics #10 (1976)
- The Brave and the Bold #55 (Metal Men and the Atom); #57–58 (Metamorpho); #59 (Batman and Green Lantern) (1964–1965)
- Detective Comics #170 (Roy Raymond) (1951)
- Freedom Fighters #3–6 (1976–1977)
- Gang Busters #10, 21, 25, 28, 30, 58 (1949–1957)
- House of Mystery #23, 42, 48, 56, 223, 230, 232, 235, 239, 251, 273, 275 (1954–1979)
- House of Secrets #116, 118, 121, 136 (1974–1975)
- Just Imagine... Stan Lee With Scott McDaniel Creating Aquaman #1 (2002)
- Metamorpho #1–4 (1965–1966)
- Mr. District Attorney #20–21, 32 (1951–1953)
- Plastic Man #11–20 (1976–1977)
- Plop! #8 (1974)
- Secrets of Haunted House #3, 14, 23 (1975–1980)
- Secrets of Sinister House #17 (1974)
- Showcase #30 (Aquaman) (1961)
- Silver Age Secret Files #1 (2000)
- Star Spangled War Stories #3–4, 8, 16, 184 (1952–1975)
- Super Friends #3–17, 19, 21–31, 33–34, 36–41 (1977–1981)
- Western Comics #23, 38, 40–42 (1951–1953)
- Wonder Woman Annual #2 (1989)
- World's Finest Comics #127–133, 135, 137, 139 (Aquaman) (1962–1964)

### Marvel Comics
- Crazy Magazine #66 (1980)
- Fantastic Four #133 (1973)
- Girl Comics #2 (2010)

### Nemo Publishing
- Sea Ghost #1 (2010)

### Nickelodeon
- Nick Mag Presents (Mermaid Man and Barnacle Boy) (2003)